# 한라캐스트
주식회사 한라캐스트(영어: Halla Cast)는 대한민국의 금형·다이캐스팅 기업이다.

## 역사
1996년 8월 한라다이캐스트로 휴대폰(피처폰) 부품과 액세서리를 제조하다가 2004년 12월 자동차 부품 시장에 뛰어들었다.2005년 5월 현재 사명으로 변경하였다.
2021년 사모펀드 운용사인 도미누스인베스트먼트로부터 350억원을 투자하였으며,2025년 4월 9일, 주관사를 대신증권으로 코스닥 시장에 상장을 신청하였으며, 동년 8월 20일에 상장하였다.

## 주소
인천 남동공단에 본사, 베트남 하이퐁에 법인이 있다.